# Vía México
Vía México es una canción del grupo de rock argentino  Suéter. Es el cuarto tema del álbum 20 caras bonitas editado en el año 1985 bajo el sello Interdisc. Fue escrito por Miguel Zavaleta en colaboración con Fabián Quintiero en ese mismo año.
Vía México tiene una particularidad muy codiciada por los músicos argentinos de los '80 y que muy pocos consiguieron: es una canción con música que puede ser bailada en una discoteca, y al mismo tiempo tiene una letra contestataria que critica los cánones sociales. Hay muy pocos ejemplos de canciones que lograron lo mismo que Vía México: Cerca de la revolución de Charly García, Cuando seas grande de Miguel Mateos/ZAS, Yo sé que se puede de Identi-Kit y  En la ciudad de la furia de Soda Stereo son de las pocas que también consiguieron el elusivo tándem música bailable-letra crítica.

## Interpretación
La letra del tema hace referencia a la ilegalidad del divorcio; que particularmente en la Argentina se preparaba para establecer la ley que lo admitía, ya que se lo consideraba un tema tabú. Dicha ley, 23515, fue aprobada el 12 de junio de 1987.
En sí, la letra está vinculada al hecho de que muchas personas casadas viajaran a México o Paraguay para casarse en segundas nupcias. En un verso se puede citar la frase: Y no existe separación legal, casémonos vía México, casémonos vía México o Paraguay, haciendo alusión a dicha reforma.
Esta canción fue la más destacada de aquel disco y una de la más recordadas del grupo.